# 紀元前547年
紀元前547年（きげんぜん547ねん）は、西暦（ローマ暦）による年。紀元前1世紀の共和政ローマ末期以降の古代ローマにおいては、ローマ建国紀元207年として知られていた。紀年法として西暦（キリスト紀元）がヨーロッパで広く普及した中世時代初期以降、この年は紀元前547年と表記されるのが一般的となった。

## 他の紀年法
- 干支 : 甲寅
- 日本
  - 皇紀114年
  - 安寧天皇2年
- 中国
  - 周 - 霊王25年
  - 魯 - 襄公26年
  - 斉 - 景公元年
  - 晋 - 平公11年
  - 秦 - 景公30年
  - 楚 - 康王13年
  - 宋 - 平公29年
  - 衛 - 殤公12年
  - 陳 - 哀公22年
  - 蔡 - 景侯45年
  - 曹 - 武公8年
  - 鄭 - 簡公19年
  - 燕 - 懿公2年
  - 呉 - 余祭元年
- 朝鮮
  - 檀紀1787年
- ユダヤ暦 : 3214年 - 3215年

## できごと

### 中国
- 秦の景公の弟の鍼が晋に赴いた。
- 衛の甯喜が殤公を殺害した。
- 衛の孫林父が戚に拠って晋に帰順した。
- 衛の献公が衛に入国した。
- 楚軍が呉に侵入し、雩婁までいたって撤退した。
- 楚軍が鄭に侵入し、城麇に達した。鄭の皇頡は城を出て楚軍と戦ったが、敗れて穿封戌に捕らえられた。
- 晋の趙武・魯の襄公・宋の向戌・鄭の良霄らが澶淵で会合した。
- 晋の人が衛の甯喜と北宮遺を捕らえ、さらに衛の献公を捕らえた。
- 宋の公子痤が讒言を受けて幽閉され、自殺した。
- 楚・蔡・陳の連合軍が鄭を攻撃した。南里に入ってその城壁を破壊し、鄭の師之梁門を攻撃した。
- 晋が衛の献公を釈放した。
- 晋の韓起（韓宣子）が使節として周に赴いた。

### オリエント
- この頃、ペルシア王キュロス2世がリュディアへ遠征し、リュディア王クロイソスと交戦。ハリュス川付近で戦い、キュロス2世の軍が勝利、首都サルディスへ進軍。

## 死去
- 殤公 - 衛の君主
- 霊公 - 許の君主